# Upside Down (film fra 1919)
Upside Down er en amerikansk stumfilm fra 1919 af Lawrence C. Windom.

## Medvirkende
- Taylor Holmes som Archibald Pim
- Anna Lehr som Juliet Pim
- Roy Applegate som James Wortley Tammers
- Ruby Hoffman
- Harry Lee som Swami